# Pola Flegrejskie
Pola Flegrejskie (wł. Campi Flegrei) – kaldera średnicy 13 kilometrów położona w okolicach Neapolu. Pod kalderą znajduje się gigantyczne jezioro płynnej magmy.
W centrum kaldery znajduje się miasto Pozzuoli, zamieszkałe przez ponad 80 tys. osób. Łączna liczba mieszkańców kaldery to ok. 360 tys. osób.

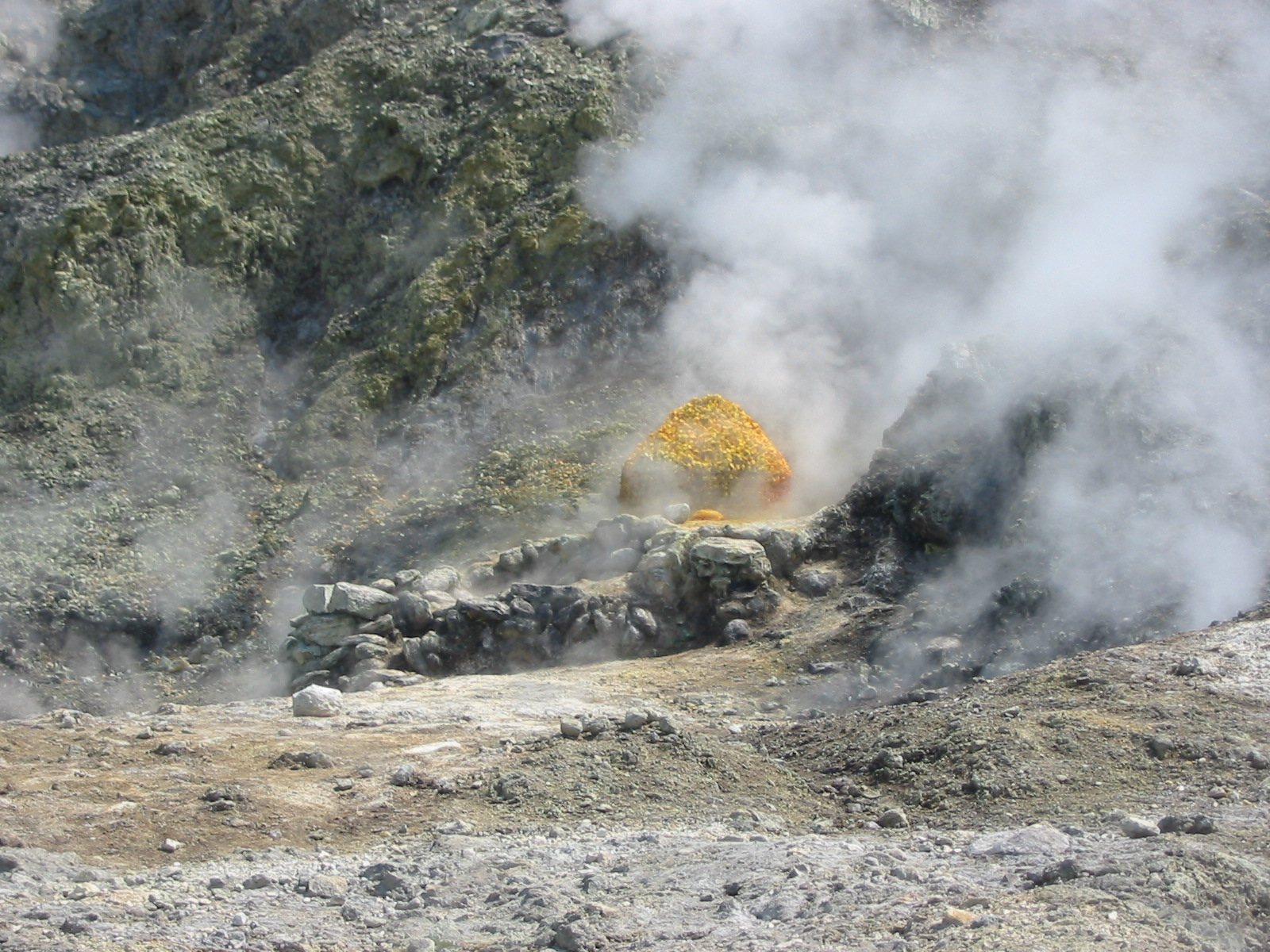
Solfatara siarkowa na terenie Pól Flegrejskich w okolicach Neapolu

Na terenie kaldery znajdują się 24 kratery i stożki wulkaniczne, a także fumarole, solfatary i gorące źródła. Dochodzi tam do częstych trzęsień ziemi, a ze szczelin wydobywają się gazy wulkaniczne. Zdarzają się również deformacje podłoża – w rejonie portu Pozzuoli grunt uniósł się w latach 80. XX wieku o ok. 3 m. Podwyższoną aktywność odnotowano w latach 1950–1952, 1969–1972 oraz 1982–1984; podobne zmiany odnotowano w okresie poprzedzającym ostatnią nowożytną erupcję w 1538 roku.
Do ostatniego wielkiego wybuchu Campi Flegrei doszło około 40 tys. lat temu. W powietrze wyleciało wtedy ok. 300 km³ popiołów i kawałków skał, a ziemia została zalana 200 kilometrami sześciennymi magmy. Doprowadziło to do ukształtowania dzisiejszych ignimbrytów kampanijskich, wielkich połaci skał utworzonych z pyłów, które opadły po eksplozji. Szacuje się, że po tym wybuchu Campi Flegrei globalna temperatura spadła o 1–2 °C.
Istnieją hipotezy, że to wybuch Campi Flegrei mógł przyczynić się do wyginięcia neandertalczyków w Europie. Umożliwić miało to ekspansję bardziej odpornego Homo sapiens.